# Município de Tyro (condado de Davidson, Carolina do Norte)
Localização da Carolina do Norte nos E.U.A.
O município de Tyro (em inglês: Tyro Township) é um localização localizado no  condado de Davidson no estado estadounidense da Carolina do Norte. No ano 2010 tinha uma população de 9.025 habitantes.

## Geografia
O município de Tyro encontra-se localizado nas coordenadas 35° 49′ 27,5″ N, 80° 21′ 41,19″ O.